# Arachniodes pseudohekiana
Arachniodes pseudohekiana är en träjonväxtart som beskrevs av Kurata. Arachniodes pseudohekiana ingår i släktet Arachniodes och familjen Dryopteridaceae. Inga underarter finns listade.